# Св. св. Козма и Дамян (Сандански)
„Св. св. Безсребреници Козма и Дамян“ или „Свети Врач“ е българска възрожденска църква в град Сандански (до 1949 година Свети Врач), България, част от Неврокопската епархия на Българската православна църква.

## Местоположение
Църквата е гробищен храм, разположен в западния край на Сандански.

## История
Храмът е изграден в 1861 година, за което свидетелства гръцки надпис над западната входна врата. Парцелът е дарен от светиврачкото семейство Поповски. В църквата първоначално се пее на гръцки, а след създаването на Българската екзархия в 1871 година – на български. В 1875 година в трема на храма е изградено специално помещение за училище и в него е отворено първото светско училище в града. В 1956 година църквата е ремонтирана и тремът е подновен.

## Архитектура
В архитектурно отношение храмът е типичната за епохата трикорабна базилика с една апсида, с малки правоъгълни прозорци върху южната и източната стена. Сградата има малък притвор, както и Г-образен дървен навес на юг и запад.

## Интериор
В интериора има богат триреден иконостас. Изписването е в края на XIX век от известни мелнишки зографи – Яков Николай, Лазар Аргиров, майстор Андон и други. Стенописите са от 1900 година – дело на Андон Зограф, за което свидетелства надпис над южния вход под женската църква:
| „ | Изобрази се настоѧщий божестенъ храмъ на славнитѣ и чудотворци безсребраници Косма и Дамиана въ л. с. 1900. презъ мес. апр. въ времето на бл. архиерейски наместник икономъ Ст. Гайгуровъ на урѣдний свещеникъ Андонъ черковенъ настоѧтель Ризо съ издивеше бо на сичките православни христи. въ с. Св. Врачъ. Рукаже Зуграфина Андонъ. | “ |

Стенописът на светците покровители е на северната стена, като те са представени с дълги туники и наметки, а Козма има и далматика. Изображението е сходно с това в параклиса на съседния Роженски манастир – двамата лечители държат голяма отворена медицинска кутия с лекарствени шишета, а в другата си ръка – скалпели.
- Икони от храма
- „Света Екатерина“, XIX век
- „Свети Георги“, 1703 година
- „Свети Харалампий“, XIX век
- „Св. св. Козма и Дамян“
- „Света Богородица“

- Царски икони, XIX век
- „Свети Антоний“
- „Свети Атанас“
- „Свети Димитър“
- „Свети Йоан Предтеча“
- „Иисус Христос“
- „Света Богородица“
- „Света Троица“
- „Свети Николай“
- Дверите на проскомидията

- Стенописи на Андон Зограф, 1900 година